# Heinrich Heuser
Pour les articles homonymes, voir Heuser.
Heinrich Heuser (né le 12 octobre 1887 à Stralsund, mort le 13 septembre 1967 à Berlin-Wilmersdorf) est un peintre, chef décorateur et costumier allemand.

## Biographie
Heinrich Heuser etudié la peinture à Munich auprès de Walter Thor (de) et Angelo Jank de 1906 à 1910 et est l'élève en maîtrise de Fritz Mackensen à Weimar. Son œuvre de fin d'études, le tableau Le Crucifié, lui vaut la médaille d'or de l'Académie. En 1912, il rejoint la Berliner Secession. De 1912 à 1913, Heinrich Heuser se rend à Paris pour une visite d'étude. Pendant la Première Guerre mondiale, il est sur le front de l'Est puis est emprisonné à Kiev. Il retourne en Allemagne en février 1919.
La même année, il s'installe à Darmstadt et devient membre fondateur de la Darmstädter Sezession (de). Immédiatement après, Heuser s'installe à Berlin, où il commence sa carrière de peintre. Il crée d'abord des portraits et des paysages influencés par Vincent van Gogh ; plus tard, il se consacre principalement au graphisme et crée des aquarelles.
En 1922 et 1923, Heuser fait deux détours rapides dans le cinéma, dans des deux productions cinématographiques ambitieuses Der steinerne Reiter et Cendrillon en tant que chef décorateur et créateur de costumes. En 1926, il gagne brièvement sa vie en tant que professeur à l'Association des femmes artistes de la capitale allemande. Il voyage ensuite en Italie, en Afrique du Nord et dans les mers du Sud (Ceylan et Bali en 1926) et en Amérique du Sud (Argentine en 1929 et 1955). En 1936, il est exclu en tant que juif de la Chambre de la culture du Reich et en 1937, il est classé dégénéré par les nazis et ses tableaux sont retirés des galeries.
En plus des sécessions de Berlin et de Darmstadt, Heuser est également membre du Deutscher Künstlerbund de Weimar, de la sécession rhénane et de l'Association des expositions des artistes poméraniens de Stettin.

## Filmographie
- 1922 : Le Cavalier de pierre
- 1923 : Cendrillon